# Euclathurella acclivicallis
Euclathurella acclivicallis é uma espécie de gastrópode do gênero Euclathurella, pertencente à família Clathurellidae.